# Norsjö kommun
Norsjö kommune ligger i länet Västerbottens län i landskap Västerbotten i landsdelen Norrland i Sverige. Kommunen har grænser til nabokommunerne Malå, Lycksele, Vindeln og Skellefteå i Västerbottens län og til Arvidsjaur i Norrbottens län. Kommunens administration ligger i byen Norsjö. I Norsjö kommun finns Bastuträsk jernbanestation. Bastuträsk fungerer også som station for Skellefteå. Vest for byen ligger den 16,6 km² store sø Norsjön.

## Byer
Norsjö kommune havde to byer i 2005.
Indbyggere pr. 31. december 2005.
| #  | By         | Indbyggere |
| -- | ---------- | ---------- |
| 1. | Norsjö     | 2.102      |
| 2. | Bastuträsk | 357        |

## Kendte personer fra Norsjö
- Ernst Alm, langrendsløper
- Tommy Körberg, artist
- Stieg Larsson, forfatter
- Torgny Lindgren, forfatter
- Martin Lundström, langrendsløber

## Eksterne kilder og henvisninger
1. ↑  Folkmängd i riket, län och kommuner 30 september 2012 och befolkningsförändringar 1 juli - 30 september 2012. Statistiska centralbyrån (30. september 2012).
2. ↑  Statistiska centralbyrån den 31 december 2005

- Nordsjö kommunes officielle hjemmeside

- Wikimedia Commons har flere filer relateret til Norsjö kommun

64°54′50″N 19°29′0″Ø / 64.91389°N 19.48333°Ø